# هنري باركر
هنري باركر (بالإنجليزية: Henry Parker)‏ (3 أغسطس 1819 - 20 أكتوبر 1901) هو لاعب كريكت بريطاني (وحمل سابقاً جنسية المملكة المتحدة لبريطانيا العظمى وأيرلندا).